# Government Legal Department
Il Government Legal Department (GLD), precedentemente Treasury Solicitor's Department (TSol), è un dipartimento governativo non ministeriale del governo del Regno Unito che fornisce consulenza e rappresentanza legale a numerosi ministeri governativi in un gran numero di aree del diritto. GLD è stato fondato per legge nel 1876. Il dipartimento ha ca. 1.800 dipendenti, di cui 1.300 avvocati.
Il capo del GLD ha il titolo di Procuratore generale e Solicitor del tesoro e riferisce al Procuratore generale per l'Inghilterra e il Galles.
In Inghilterra, con l'eccezione del Lancashire, di Manchester  e della Cornovaglia, il GLD ha la responsabilità esecutiva per bona vacantia.
Nell'aprile 2015, il dipartimento ha cambiato nome da Treasury Solicitor's Department.

## Elenco dei Procuratori generali e dei Solicitor del tesoro

### Proctor del re/Procuratori generali
L'ufficio di Proctor del re (o della regina) è antico; divenne noto anche come Procuratore generale di Sua Maestà. I seguenti erano Custode del re o della regina dopo il 1660:
- 1660–1669: Alexander Cheeke
- 1669–1700: Samuel Franklyn
- 1700–1710: Thomas Smith
- 1710–1714: George Smith
- 1714–1727: Henry Farrant
- 1727–1750: Edward Greenly
- 1750–1766: Thomas Tindal
- 1766–1783: Philip Champion de Crespigny
- 1783–1804: James Heseltine[4][5]
- 1804–1815: Charles Bishop[6][7]
- 1815–1844: Iltid Nicholl[7][8]
- 1845–1876: Francis Hart Dyke[8][9]

### Solicitor del tesoro
Storicamente, c'erano due avvocati del Tesoro. Il primo (Solicitor per la negoziazione e la cura degli affari del tesoro), che esisteva da solo fino al 1696, era diventato un sinecure nel 1744, e forse già nel 1716; dalla fine del XVIII secolo l'ufficio includeva uno stipendio di £ 200 all'anno. Fu abolito nel 1800. Un secondo Solicitor del tesoro, il precursore dell'ufficio moderno, fu fondato nel 1696 e gli furono assegnati tutti gli affari legali intrapresi nella Westminster Hall; poiché il primo Solicitor è diventato un sinecure, il secondo Solicitor è diventato l'unico responsabile degli affari legali. Nel 1786, il titolare della carica svolgeva attività legale per altri segretari di stato e per il procuratore generale, e all'inizio del XIX secolo era impiegato anche da altri dipartimenti governativi. Dal 1794, al Solicitor fu anche impedito di gestire il proprio studio privato. Lo stipendio arrivò a £ 500, aumentato a £ 1.000 nel 1755 e poi a £ 2.000 nel 1794; fino al 1830, il Solicitor addebitava anche delle commissioni per il lavoro svolto in dipartimenti fuori dal Tesoro, ma queste furono poi abolite e ricevette un'indennità di £ 850 oltre al suo stipendio. L'intero stipendio fu fissato a £ 2.000 nel 1851, e poi aumentato a £ 2.500 nel 1872. I seguenti erano Solicitor del tesoro dopo il 1660.

### Solicitor del tesoro (I; sinecure dal 1744 e abolito nel 1800)
- 1661: John Rushworth
- 1673: Sir William Turner
- 1676–1679: John Ramsey
- 1679–1685: Thomas Lloyd
- 1685–1689: Philip Burton
- 1689–1696: Aaron Smith
- 1696–1716: Henry Baker[10]
- 1716–1728: Philip Horneck
- 1728–1729: Edward Roome
- 1729–1737: Charles Valence Jones
- 1737–1744: Charlton Hayward
- 1744–1800: Hugh Valence Jones

### Solicitor del tesoro (II; dal 1696)
- 1696–1700: Nicholas Baker
- 1700–1715: William Borrett
- 1715–1730: Anthony Cracherode
- 1730–1742: Nicholas Paxton
- 1742–1756: John Sharpe
- 1756–1765: Philip Carteret Webb
- 1765–1775: Thomas Nuthall
- 1775–1794: William Chamberlayne
- 1794–1806: Joseph White
- 1806–1818: Henry Charles Litchfield
- 1818–1851: George Maule
- 1851–1866: Henry Revell Reynolds
- 1866–1871: John Greenwood[11]
- 1871–1875: John Gray[12][13]
- 1875–1894: Augustus Keppel Stephenson[14]

### Procuratori generali e Solicitor del tesoro
Nel 1876, Augustus Keppel Stephenson, il Solicitor del tesoro, fu nominato Proctor e Procuratore generale della regina; da allora gli uffici di Procuratore generale e Solicitor del tesoro sono stati riuniti. Nel 1971, l'ufficio aveva uno stipendio di £ 14.000 all'anno. I seguenti sono stati congiuntamente Procuratori generali di Sua Maestà e Solicitor del tesoro:
- 1876–1894: Sir Augustus Keppel Stephenson, KCB[9][15]
- 1894–1909: Hamilton Cuffe, V conte di Desart, KP, KCB, PC
- 1909–1923: Sir John Paget Mellor, I baronetto, KCB
- 1923–1926: On. Alfred Clive Lawrence, CBE
- 1926–1933: Sir Maurice Linford Gwyer, GCB, KCB, KCSI, QC
- 1934–1953: Sir Thomas James Barnes, GCB, Kt, CBE
- 1953–1964: Sir Harold Simcox Kent, GCB, QC
- 1964–1971: Sir William Arthur Harvey Druitt, KCB
- 1971–1975: Sir Henry Gabriel Ware, KCB
- 1975–1980: Sir Basil Brodribb Hall, KCB, MC, TD
- 1980–1984: Sir Michael James Kerry, KCB, QC
- 1984–1988: Sir John Bilsland Bailey, KCB
- 1988–1992: Sir James Nursaw, KCB, QC
- 1992–1995: Sir Gerald Albery Hosker, KCB, QC
- 1995–1996: Michael Lawrence Saunders, CB
- 1997–2000: Sir Anthony Hilgrove Hammond, KCB QC (Hon)
- 2000–2006: Dame Juliet Louise Wheldon, DCB QC
- 2006–2014: Sir Paul Christopher Jenkins, KCB, QC (Hon)
- 2014–2020: Sir Jonathan Guy Jones, KCB, QC (Hon)